# César Socarraz
César Augusto Socarraz (né à Lima le 5 juin 1910 et mort dans la même ville le 18 janvier 1984) est un footballeur péruvien qui évoluait au poste d'attaquant.

## Biographie

### Carrière en club
Formé à l'Universitario de Deportes, César Socarraz remporte le championnat du Pérou en 1939. C'est cependant au Colo-Colo chilien qu'il fera parler de lui en remportant le championnat du Chili en 1941 sans connaître la moindre défaite. Il y marque 33 buts en 69 matchs entre 1941 et 1943,.
Il rentre au Pérou en 1944 et joue pour de nouveau pour l'Universitario de Deportes (champion du Pérou en 1945). Il finit sa carrière à la fin des années 1940 au Deportivo Municipal.

### Carrière en sélection
Présent dans l'équipe du Pérou championne d'Amérique du Sud en 1939 à domicile, Socarraz reste sur le banc durant la compétition mais prend part au championnat sud-américain de 1941 à Santiago (Chili) où il marque un but lors de la défaite 1-2 face à l'Argentine, le 12 février 1941. Il compte six sélections en équipe du Pérou.

## Palmarès

### En club
| Universitario de Deportes - Championnat du Pérou (2) : - Champion : 1939 et 1945. |  | Colo-Colo - Championnat du Chili (1) : - Champion : 1941. |

### En équipe nationale
Pérou
- Championnat sud-américain (1) :
  - Vainqueur : 1939.